# Peixitta

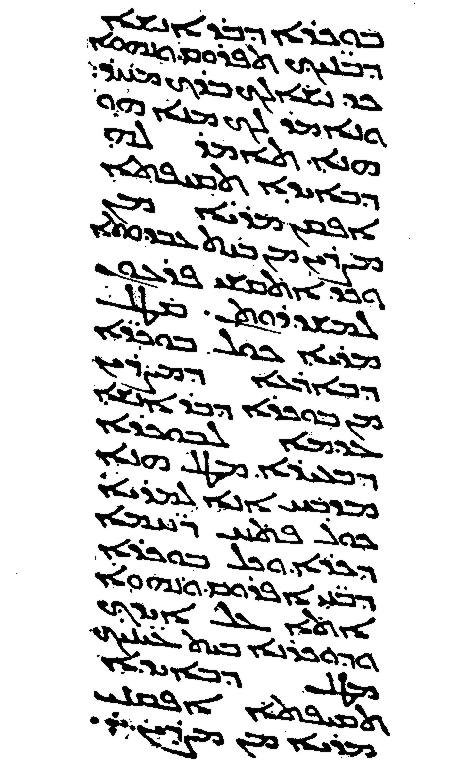
Peixitta: text d'Èxode 13:14-16 produït a Amida a l'any 464.

La Peixitta és una versió cristiana de la Bíblia en idioma siríac.

## El nomPeixitta
Peixitta es deriva del siríac (dialecte de l'arameu tardà) mappaqtâ pšîṭtâ (ܡܦܩܬܐ ܦܫܝܛܬܐ), literalment "versió simple" o pšîṭtâ "comú" (popular) o també, "íntegra". Fou escrita en alfabet siríac i ha estat transliterada a l'alfabet llatí en diferents formes: Peixitta, Peixittâ, Pxitta, Pšittâ, Pxitto, Fxitto.

## Antic Testament
L'Antic Testament de la Peixitta és una traducció directa de l'hebreu, que probablement data del segle ii. La majoria de les obres cristianes de l'època foren escrites en grec o són traduccions del grec, però l'Antic Testament de la Peshitta fou traduït de l'hebreu, de manuscrits afins al que posteriorment seria el Text Masorètic de les Bíblies hebrees medievals i modernes. Malgrat alguns experts suggereixen que podria haver estat traduït de l'arameu des dels Tàrgums, aquesta opinió és ara descartada, però s'accepta que hi ha influència interpretativa de les versions dels Targums en el Pentateuc i els llibres de Cròniques, així com alguns passatges derivats de la Septuaginta, especialment el Llibre d'Isaïes i el Llibre dels Salms, probablement per facilitar el seu ús litúrgic. Els Deuterocanònics foren traduïts de la Septuaginta, excepte la Siràcida, que fou traduït de l'hebreu, i el Llibre de Tobies, que falta en les versions antigues de la Peixitta que, a canvi, sí que inclouen l'Apocalipsi de Baruc.

## Nou Testament

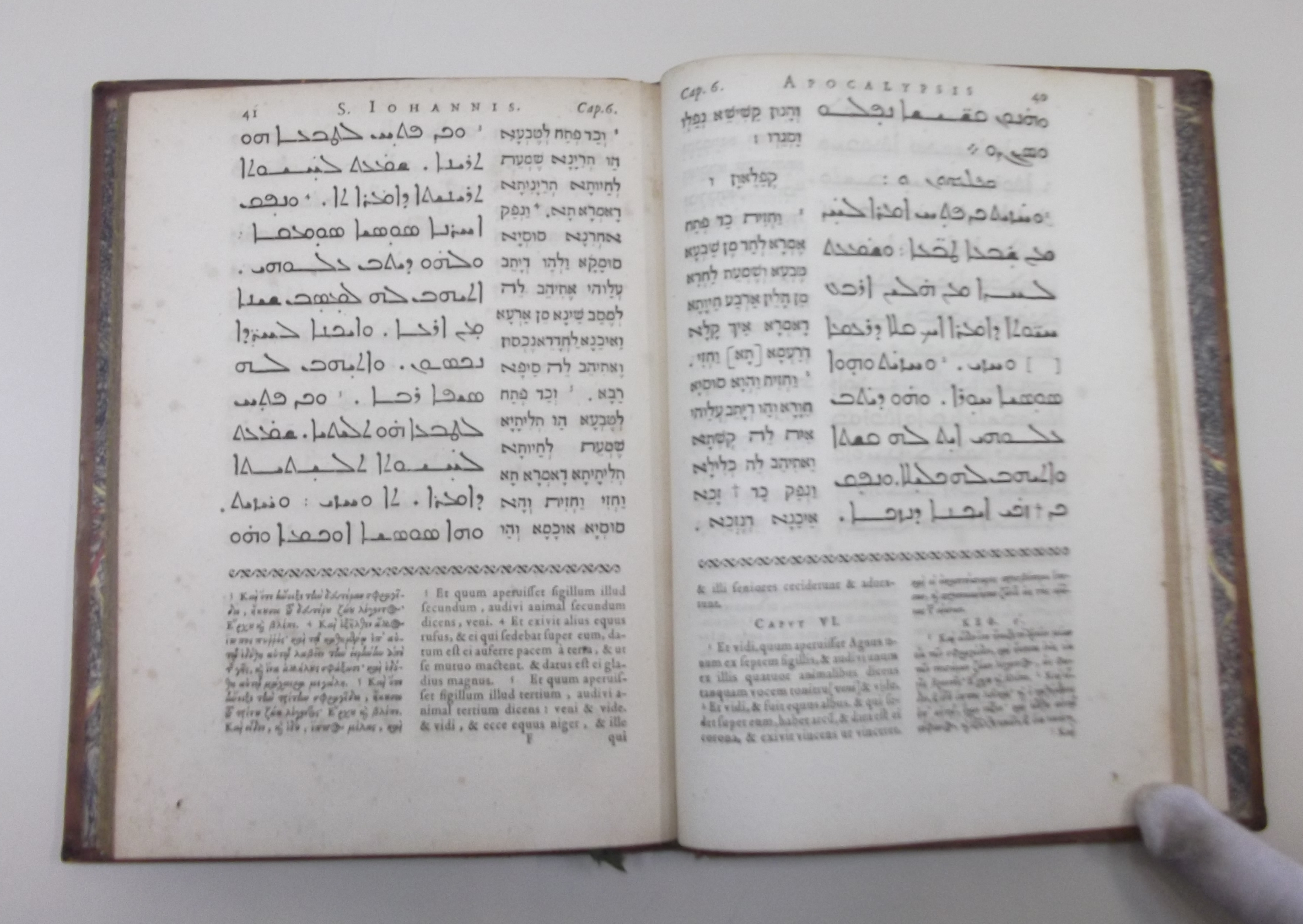
[BÌBLA. N.T. Apocalipsi.] Gelyānā ude-Yoḥanan qaddīsha, id est, Apocalypsis Sancti Iohannis. — Lugduni Batavorum : Ex Typ. Elzeviriana, 1627.

En el Nou Testament foren originalment exclosos alguns llibres de canonicitat que per aquell temps era discutida. Des del segle v es convertí en la versió model de la Bíblia, substituint versions anteriors dels Evangelis. De fet, l'Antic i el Nou Testament corresponen a treballs separats de traducció.
Aquesta versió, omet de l'Evangeli segons Lluc (versicles 17 a 18 del capítol 22) i en Fets dels Apòstols (capítol 8, verset 37, capítol 15, versicle 34, verset 29 Capítol 28).
Existeix una controvèrsia sobre l'idioma original del Nou Testament. Part dels analistes creuen que la Bíblia prové de la traducció grega dels textos anteriorment en siríac. La majoria dels analistes creuen que la primera versió escrita del Nou Testament ha estat escrit directament en grec. Tingueu en compte que en l'Evangeli segons Marc, les paraules i les frases pronunciades per Jesús en arameu. Jesús, fent ús de la paraula en arameu als galileus, que, això no obstant, s'impartiran en l'idioma hebreu de la Bíblia que es parla a la sinagoga i el temple de Jerusalem.
En grec, el llatí, el copte i el siríac són llenguatges mitjançant els quals el cristianisme es propaga per l'Orient Mitjà.

## Descobriment
Dues versions de la Peixitta foren descobertes en el segle xix: 
- La Siríaca curetonienne trobada per William Cureton el 1842 a Egipte i que data dels primers segles.
- La Palestina Siríaca en la forma d'un palimpsest, descobert el 1892 a la Biblioteca del Monestir de Santa Caterina del Sinaí, que data del segle iv.